# 지야촌
지야촌(千屋村)은 오카야마현 아테쓰군에 있던 촌이다. 현재의 니미시에 해당한다.

## 역사
- 1889년 6월 1일 - 정촌제 시행에 의해 뎃타군 지야촌이 발족하였다.
- 1900년 4월 1일 - 아카군과 합병에 의해 아테쓰군에 소속되었다.
- 1955년 5월 1일 - 니미시에 편입해 폐지되었다.

## 교통

### 도로
- 국도 제180호선

## 참고문헌
- 角川日本地名大辞典 33 岡山県
- 『市町村名変遷辞典』東京堂出版、1990年。